# حوسبة عاطفية
الحوسبة العاطفية هي دراسة وتطوير الأنظمة والأجهزة التي يمكنها التعرف على وجدان البشر وتفسيره ومعالجته ومحاكاته. وهو مجال متعدد التخصصات يشمل علوم الحاسوب وعلم النفس والعلوم الاستعرافية. في حين أن بعض الأفكار الأساس في هذا المجال يمكن إرجاعها إلى الأبحاث الفلسفية المبكرة حول الشعور فقد نشأ الفرع الأكثر حداثة لعلوم الحاسوب مع بحث روزالند بيكرد عام 1995  حول الحوسبة العاطفية وكتابها الحوسبة العاطفية. نشرته مطبعة معهد ماساتشوستس للتكنولوجيا. أحد دوافع البحث هو القدرة على منح الآلات الذكاء العاطفي، بما في ذلك محاكاة التعاطف. يجب على الآلة تفسير الحالة العاطفية للبشر وتكييف سلوكها معهم، وإعطاء الاستجابة المناسبة لتلك المشاعر.